# Duets (album Barbry Streisand)
Duets – album amerykańskiej piosenkarki Barbry Streisand, wydany w 2003 roku, będący kompilacją utworów nagranych w duetach z innymi artystami na przestrzeni jej 40-letniej wówczas kariery. Wydawnictwo ukazało się w czterech różnych wersjach kolorystycznych.
Album dotarł do 38. miejsca amerykańskiego zestawienia Billboard 200 i został w USA certyfikowany jako złota płyta.

## Lista utworów
1. „I Won’t Be the One to Let Go” (With Barry Manilow) – 4:41
2. „Guilty” (With Barry Gibb) – 4:25
3. „You Don’t Bring Me Flowers” (With Neil Diamond) – 3:25
4. „I Finally Found Someone” (With Bryan Adams) – 3:42
5. „Cryin’ Time” (With Ray Charles) – 2:17
6. „I’ve Got a Crush on You” (With Frank Sinatra) – 3:22
7. „Tell Him” (With Celine Dion) – 4:53
8. „No More Tears (Enough Is Enough)” (With Donna Summer) – 4:43
9. „What Kind of Fool” (With Barry Gibb) – 4:06
10. „I Have a Love”/„One Hand, One Heart” (With Johnny Mathis) – 4:45
11. „One Less Bell to Answer”/„A House Is Not a Home” (With Barbra Streisand) – 6:32
12. „Lost Inside of You” (With Kris Kristofferson) – 2:55
13. „Till I Loved You” (With Don Johnson) – 4:17
14. „Make No Mistake, He’s Mine” (With Kim Carnes) – 4:10
15. „If You Ever Leave Me” (With Vince Gill) – 4:37
16. „The Music of the Night” (With Michael Crawford) – 5:38
17. „Ding-Dong! The Witch Is Dead” (With Harold Arlen) – 1:54
18. „Get Happy”/„Happy Days Are Here Again” (With Judy Garland) – 2:21
19. „All I Know of Love” (With Josh Groban) – 4:29